# 丹麥-挪威
丹麦-挪威（丹麦语/瑞典语：Danmark-Norge）是存在于1524年—1814年的北欧国家，由卡尔马联盟（1397年—1523年）演变而来。1523年瑞典王国独立后，挪威继续与丹麦联合。此後数百年间，丹麦和瑞典不断争雄，挪威长期作为丹麦牵制瑞典北方的基地而存在。
1658年与1660年之间，瑞典王国一度冲破丹麦的封锁，占领挪威中部的特隆赫姆港，但最终由于1659年瑞典侵略丹麦失败而被后者收复。
1801年，英国怀疑丹麦与法国结盟，故用军舰轰击哥本哈根，且封锁挪威，造成其境内大饥荒。
1814年，原法国皇帝拿破仑一世麾下大将，瑞典王储卡尔·约翰（后来的卡尔十四世）进攻丹麦，迫使之于1月14日签订《基尔条约》，割让挪威。5月17日，丹麦王储——挪威总督克里斯蒂安·弗雷德里克（后来的克里斯蒂安八世）宣布挪威独立，卡尔·约翰前往征讨，最终于8月14日签订莫斯和约，将挪威并入瑞典。丹麦－挪威联合体终结。1815年维也纳和会上，列强承认挪威是瑞典的领土。

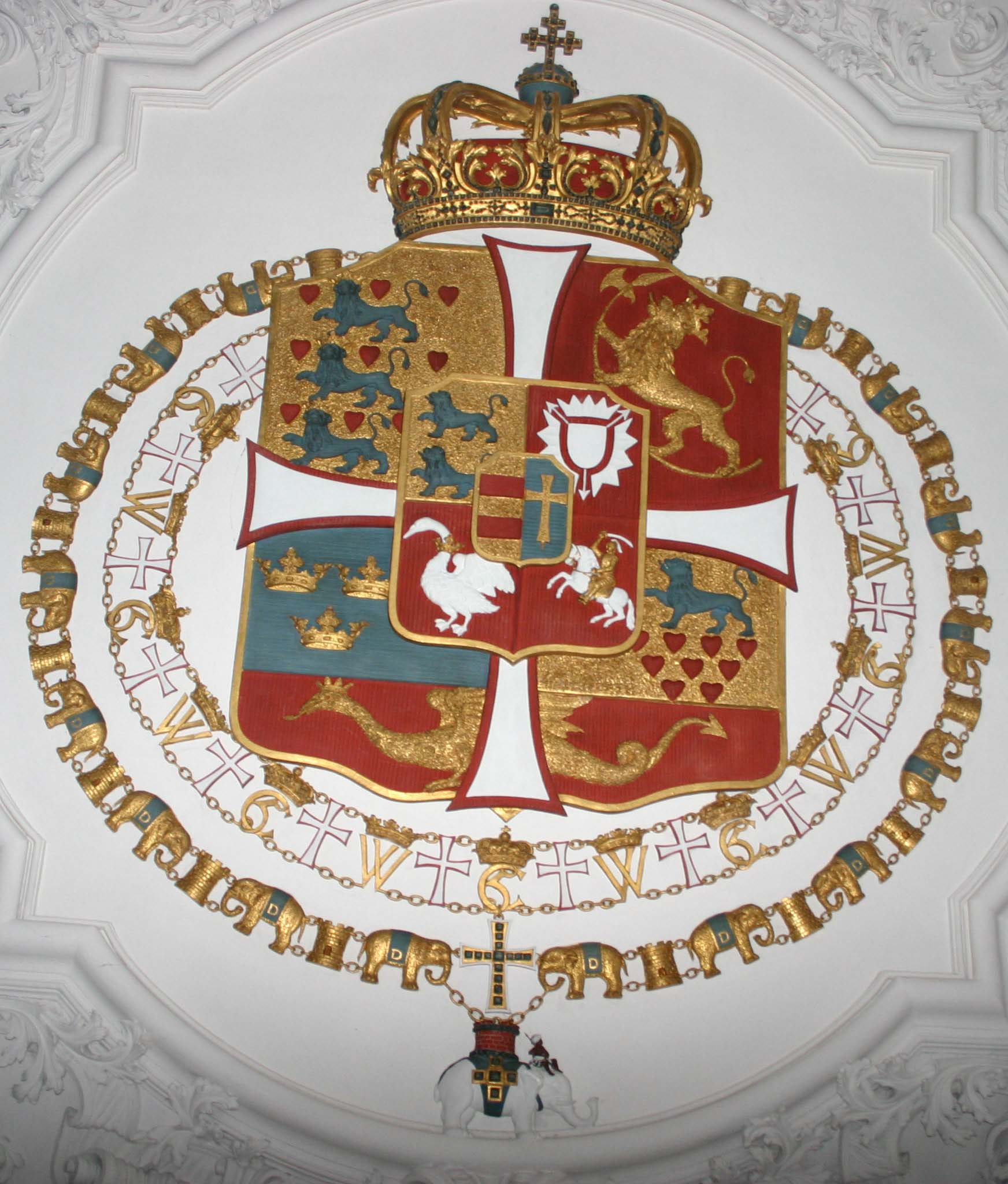
丹麦-挪威王国的弗雷德里克四世徽號（皇家徽号）